# Chirotica decorator
Chirotica decorator là một loài tò vò trong họ Ichneumonidae.